# Risnjak Nationalpark
Risnjak Nationalpark (kroatisk: Nacionalni park Risnjak) er en nationalpark i Kroatien. Det er beliggende i Gorski Kotar, den mest bjergrige og stærkt skovrige region i landet, omkring 15 km inde i landet fra Adriaterhavet. Parken dækker et område på 63,5 kvadratkilometer inklusive den centrale del af Risnjak- og Snježnik-massivet og kildeområdet til floden Kupa. Administrationen og besøgscentret for parken er placeret i Crni Lug, en landsby i den østlige udkant af parken.

## Etymologi
Navnet på massivet kommer sandsynligvis fra det kroatiske ord for dyret los, ris. En anden fortolkning tyder på, at det kommer fra det lokale ord risje, som er et navn for en græsart.

## Historie
Det første registrerede videnskabelige besøg blev foretaget i 1825 af botanikeren Joseph Standler fra Budapest, og han blev efterfulgt af mange andre botanikere. Den mest fremtrædende opdagelsesrejsende i Risnjak fra det 19. århundrede var botanikeren Josip Schlosser, der skrev adskillige publikationer om Risnjak og dens flora. Det første organiserede bjergbestigningsbesøg blev afholdt af Rijeka alpine klub, og den første bjerghytte i området blev bygget i 1932.

I 1949 foreslog botaniker Ivo Horvat for første gang, at området omkring Risnjak skulle beskyttes. Efter hans råd erklærede parlamentet i den daværende Socialistiske Republik Kroatien 36.00 km2 omkring Risnjak for at være nationalpark. I 1956 blev parkens areal reduceret til 30,14 km2, heraf 21,06 km2 blev sat under skærpet beskyttelse. Endelig, i 1997, stemte det kroatiske parlament for at udvide parken til dens nuværende størrelse på 63,5 km2. Områderne Snježnik og Kupa kilder blev tilføjet til parken, men også for første gang beboede områder i landsbyerne Razloge, Razloški okrug og Krašćevica.

## Geografi
Parken ligger helt i Primorje-Gorski Kotar Amt og er delt mellem byerne Čabar, Delnice og Jelenje kommune. Det højeste punkt i parken er Veliki Risnjak (1.528 moh.), og det laveste er området omkring kilden til Kupa (313 m). Massivet ligger i den nordlige del af De Dinariske Alper og markerer vandskellet mellem Adriaterhavet og Sortehavets afvandingsområder.
Ligesom de fleste af de Dinariske Alper er parken domineret af kalksten og dolomitklipper og viser store karsttræk: bare klipper, klippefald, huler med videre. Fordi kalkstenen er meget porøs, er der få overfladestrømme af vand.

### Flora
Selvom parken kun optager et relativt lille område, kan der findes meget forskellige typer af flora. Den markerer grænsen, hvor de kystnære og kontinentale vegetationszoner mødes, samt kombinerer de dinariske og alpine zoner. Dette skaber stor blomstervariation på tværs af de mange økotoner, der findes i parken.
Det meste af parken er dækket af en blanding af bøge- og grantræer, der vokser på kalksten og dolomit. Der kan også findes talrige variationer karakteriseret ved lokale mikroklimaer og jordtyper. Her kan man finde enkelte træer af platan ahorn, elm, ask og nogle gange taks. Bøge- og granskoven giver efterhånden plads til en anden stor skovzone - den subalpine bøgeskov, i områder af parken i højder mellem 1.200 m og 1.400 m over havets overflade.
Den øvre grænse af denne zone er markeret af uigennemtrængelige krat i form af buske, der skaber et unikt økosystem, som er blevet kaldt Fagelatum croaticum subalpinum fruticosu. Over den subalpine bøgeskov vokser det sidste, højeste skovøkosystem - kroget buskfyr .
Risnjaks klippetop er præget af en særlig interessant flora. Toppen er hjemsted for en række sjældne og til tider truede arter som f.eks. edelweiss, sort brunkulle, fjeldviol, stenbræk, alpeklokke, almindelig rypelyng og behåret bjergrose.

### Fauna
Faunaen er lige så forskelligartet som floraen. Parken er hjemsted for pattedyr som brunbjørn, kronhjort, rådyr, gemser, vildsvin, ulv, skovmår, husmår, grævling, væsel, egern og syvsovere. Det vigtigste dyr var tidligere lossen, som Risnjak fik sit navn efter. Lossen blev udryddet i løbet af det 19. århundrede, men vendte tilbage til Risnjak for tre årtier siden efter et vellykket genindførelsesprojekt i nabolandet Slovenien. Der lever også talrige fuglearter i Risnjak: tjur, hasselrype, duehøg, hornugle og flere spættearter. Der findes også en række padder og krybdyr samt forskellige insekt- og sneglearter.

## Steder af interesse
På grund af dens nærhed til store vejforbindelser (motorvej Zagreb - Rijeka) og nærheden af store turistcentre på kysten er det den mest besøgte nationalpark i Kroatien.

### Risnjak
Veliki Risnjak er den højeste top i parken og den anden i Gorski kotar ved siden af Bjelolasica. På dens sydlige skråning ligger bjerghytten kaldet Šloserov dom, bygget af Josip Schlosser. Toppen kan kun nås til fods, fra Crni Lug (3 timer) eller fra en ikke-asfalteret vej, der begynder i Gornje Jelenje (1 time).

### Snježnik
Snježnik er den næsthøjeste top i parken på 1.506 moh. Dens navn kommer fra ordet for sne - snijeg. Bjerget må ikke forveksles med Snežnik, et kalkstensplateau 20 km mod nordvest i Slovenien. På dens græsklædte top ligger en bjerghytte kaldet Albaharijev dom. Det er omkring 1,5 times gang fra skisportsstedet Platak; dette har gjort det til det mest almindelige sted for turski i Kroatien.

### Guslica
Guslica er en top omkring en times gang fra Snježnik, med en højde på 1.490 m. Det er stedet for et forladt kompleks fra den Jugoslaviske Folkehær. Siden hæren rejste i 1991 blev hele stedet forladt, hvilket gav den et udseende som en spøgelsesby. Der har været forslag om at renovere komplekset for at skabe et bjergtilflugtssted, men disse er ikke blevet til noget.

### Uddannelsessti Leska
Denne sti blev oprettet af parkadministrationen i 1993. Det er en cirkulær gåtur på 4,5 km, begynder og slutter ved besøgscentret i Crni Lug. Stien går gennem områder med forskellig vegetation og gennem mange forskellige karstiske træk.

### Floden Kupas kilder
Floden Kupa har sit udspring på parkens laveste punkt, i en oval dam på omkring 50 meter. Talrige ekspeditioner har forsøgt at bestemme dammens dybde. Resultater indtil videre viser, at vandet udspringer fra to separate kanaler; den smallere kanal er 86 m dyb, mens den bredere kanal er 57 m. Kilden kan nås med en halv times gang fra landsbyen Razloge.